# A kultúra világa
A kultúra világa a 20. század középső harmadában megjelent nagy terjedelmű magyar enciklopédia. 
A két kiadásban megjelent mű szerkesztő bizottságát Köpeczi Béla akadémikus vezette, főszerkesztője a matematika–fizika szakos tanárból lett kiadóigazgató, Lukács Ernőné (1908–1977) volt, aki maga is szerzője egyes részeknek. Az egyes fejezetek megírásában a korszak legkiválóbb magyar tudósai, ismeretterjesztői vettek részt. A borítókat és kötésterveket a keresett grafikus, Uray Erika (1930–) tervezte. Mindkét kiadás bevezetőjében Köpeczi Béla foglalja össze a magyar enciklopédiák történetét 1791-től a Kultúra világáig.

## Története
A XX. század elején jelent meg Magyarországon A Műveltség Könyvtára című könyvsorozat, amely vaskos enciklopédiákban mutatta be népszerű, olvasmányos módon az egyes tudományos és művészeti ágakat a művelt nagyközönségnek. Ehhez hasonló volt az 1930-as években a jóval kisebb A Pesti Hírlap Könyvtára sorozat. A harmadik nagy magyar, széles körben elterjedt enciklopédia-sorozat A kultúra világa volt, amely azonban már jóval a második világháború után jelent meg.  
A vállalkozás a Közgazdasági és Jogi Könyvkiadó gondozásában került az olvasóközönség elé 1959 és 1965 között. A 8 vaskos kötet olvasmányos–ismeretterjesztő módon dolgozta fel az emberi kultúra területeit körülbelül 8300 nyomtatott oldal terjedelemben. A közérthetőséget a fekete-fehér és színes illusztrációk, táblázatok, kihajtható táblák növelték. A kötetek világosbarna vászonkötésben, elöl „A kultúra világa” felirattal körbevett bolygószimbólummal, a gerincen fekete mezőbe arany betűs címmel ellátva jelentek meg. Ezek felett fekete alapú, piros motívumokkal ellátott papírborító volt.
A sorozatnak 1963-tól létezett egy 10 kötetes 2. kiadása, amely összességében közel 9500 oldalon foglalta össze a tudnivalókat. Az egyszerű, fekete vászonkötéses részek elején a sárga-kék „KV” felirat volt olvasható. A papírborítók kötetenként eltérő színűek és rajzúak voltak.

## Az 1. kiadás
Az 1. kiadás 30 000 példányban jelent meg, és gyorsan elfogyott.
| Kötetszám | Kötetcím                                              | Szerkesztők | Kiadási év | Oldalszám |
| --------- | ----------------------------------------------------- | --- | ---------- | --------- |
| I.        | A világmindenség – Az élő világ – Az egészséges ember | Sándor Pál, Dr. Alexits György, Dr. Babits Antal, Hevesi Gyula, Dr. Csűrös Zoltán, Dr. Pók Lajos, Dr. Kenyeres Ágnes, Pozsgai József, Dr. Sőtér István                   | 1959       | 853       |
| II.       | Technika                                              | Lukács Ernőné, Dr. Alexits György, Dr. Köpeczi Béla, Ifj. Gellért Oszkár                                                                                                 | 1959       | 1021      |
| III.      | A képzőművészetek – A színház és a film – A zene      | Sándor Pál, Dr. Alexits György, Dr. Babits Antal, Hevesi Gyula, Dr. Csűrös Zoltán, Dr. Pók Lajos, Dr. Kenyeres Ágnes, Pozsgai József, Dr. Sőtér István                   | 1960       | 1151      |
| IV.       | Irodalom – Filozófia – Nevelés                        | Sándor Pál, Dr. Alexits György, Dr. Babits Antal, Hevesi Gyula, Dr. Csűrös Zoltán, Dr. Pók Lajos, Dr. Kenyeres Ágnes, Pozsgai József, Dr. Sőtér István, Dr. Köpeczi Béla | 1960       | 1031      |
| V.        | A Föld országai – Az emberiség története              | Sándor Pál, Dr. Alexits György, Dr. Babits Antal, Hevesi Gyula, Dr. Csűrös Zoltán, Dr. Pók Lajos, Dr. Kenyeres Ágnes, Pozsgai József Dr. Sőtér István                    | 1960       | 1456      |
| VI.       | Matematika – Fizika – Kémia                           | Dr. Babits Antal, Hevesi Gyula, Dr. Köpeczi Béla, Dr. Csűrös Zoltán, Dr. Pók Lajos                                                                                       | 1964       | 1157      |
| VII.      | Magyar irodalom – A magyar nép története              | Sándor Pál, Dr. Alexits György, Dr. Babits Antal, Hevesi Gyula, Dr. Csűrös Zoltán, Dr. Pók Lajos, Dr. Kenyeres Ágnes, Pozsgai József, Dr. Sőtér István                   | 1965       | 662       |
| VIII.     | Sport és testkultura – A tánc – A világ népei         | Sándor Pál, Dr. Alexits György, Dr. Babits Antal, Hevesi Gyula, Dr. Csűrös Zoltán, Dr. Pók Lajos, Dr. Kenyeres Ágnes, Pozsgai József, Dr. Sőtér István                   | 1965       | 958       |

## A 2. kiadás
Az új kiadásban felfrissítették, kiegészítették a szöveget, cserélték a képek egy részét. A műszaki tudományokat az utolsó kötetre hagyták, hogy a legújabb eredmények is bekerülhessenek. A kötetek 50 grammos bibliapapírra készültek ofszetnyomtatással. Utánnyomással közel 40 000 példányban jelent meg.
| Kötetszám | Kötetcím                                                | Szerzők | Kiadási év | Oldalszám                                             |
| --------- | ------------------------------------------------------- | --- | ---------- | ----------------------------------------------------- |
| I.        | A világmindenség – Az élő világ                         | dr. Almár Iván, dr. Aujerszky László, dr. Balázs Júlia, dr. Hortobágyi Tibor, dr. Kontra György, dr. Kulin György, Nagy Ernő, Petur László, Pócs Lajos, Róka Gedeon, dr. Stohl Gábor, Zerinvári Szilárd | 1963       | 644, 9 színes képtábla melléklet, 2 kihajtható térkép |
| II.       | A zene − A tánc − A színház − A film                    | Bán Róbert, Gál György Sándor, Hamburger Klára, Hegedüs Géza, Kecskeméti István, Kovács János, Magyar Bálint, Molnár Antal, Nemeskürty István, Pánczél Lajos, Pukánszkyné Kádár Jolán, Staud Géza, Szabolcsi Bence, Vályi Rózsi | 1963       | 927                                                   |
| III.      | A képzőművészetek története                             | Kampis Antal | 1963       | 808, 160 képtábla melléklet                           |
| IV.       | Az emberiség története                                  | dr. Hahn István, dr. Incze Miklós, dr. Jemnitz János, dr. Makkai László | 1963       | 1096                                                  |
| V.        | Az egészség − Lélektan − Nevelés − Sport és testkultúra | Bakonyi Pál, dr. Bárczi Gusztáv, Bolyai Imréné, Csanádi Árpád, dr. Földes Éva, Granek István, Hársing László dr., dr. Hermann Alice, dr. Jóború Magda, Kardos Lajos, Kerezsi Endre, Kisgyörgy Lajosné, Kolos Ferenc, Laki Károly, Lénárd Ferenc, Losonczy György dr., Matura Mihály, Melly József dr., Nagy Imre, Páder János, Pálfai János, Pataki Ferenc, Pető Béla, Petur László, Pozsgai József, Sárosi Imre, Sas Tibor, Sidó Ferenc, Székely Béla, Székely Endréné, dr. Szó József, Terényi Imre, Veres Győző, dr. Zibolen Endre, Zsolt Róbert | 1964       | 1064                                                  |
| VI.       | Matematika – Fizika – Kémia                             | Forbáth Róbert, Lukács Ernőné, Öveges József, Pásztor István, Rábai Imre, dr. Tarján Rezsőné | 1964       | 1159                                                  |
| VII.      | Világirodalom – Filozófia                               | Benedek Marcell, Erdődi József, Földesi Tamás, Fövény Lászlóné, Hajdú Péter, Hegedüs Géza, Károly Sándor, Kárpáti Sándor, Ladányi Péter, László Lenke, Pais István, Sándor Pál, dr. Simonovits Istvánné, Somoskői János, Szende Aladár, Varga Iván, Zrinszky László | 1964       | 916                                                   |
| VIII.     | Magyar irodalom - A magyar nép története                | Barta István, Hanák Péter, Klaniczay Tibor, Lackó Miklós, Makkai László, Nagy Zsuzsanna, Ránki György, Szauder József, Szabolcsi Miklós | 1965       | 663, 6 térképmelléklet                                |
| IX.       | A Föld országai – A világ népei                         | Vécsey Zoltán, Komlós Gyula, Bodrogi Tibor, Boglár Lajos, Diószegi Vilmos, Hazai György, Hoffmann Tamás, Wladisław Holy, Istvánovits Márton, Kara György, Nagy Piroska, Tóth Edit, Voigt Vilmos | 1965       | 1119, 1 kihajtható térképmelléklet                    |
| X.        | A technika fejlődése                                    | Ambrózy Andrásné, Bozsik Valéria, Csürös Zoltán, Lukács Ernőné, Gáspár László, Várhelyi Tamás, Rasszl Károly, Forbáth Róbert, Darvas Pál, Löblin Imre, Tábori Róbert, Valkó Iván Péter, Öveges József, dr. Tarján Rezső, dr. Czére Béla, Nagy Ernő | 1966       | 1123                                                  |